# Brestač
Brestač (en serbe cyrillique : Брестач) est un village de Serbie situé dans la province autonome de Voïvodine. Il fait partie de la municipalité de Pećinci dans le district de Syrmie (Srem). Au recensement de 2011, il comptait 927 habitants.

## Démographie

### Évolution historique de la population
| 1948  | 1953  | 1961  | 1971  | 1981  | 1991  | 2002  | 2011 |
| ----- | ----- | ----- | ----- | ----- | ----- | ----- | ---- |
| 1 200 | 1 141 | 1 109 | 1 122 | 1 031 | 1 031 | 1 066 | 927  |

|  |

## Tourisme
L'église Saint-Michel-et-Saint-Gabriel de Brestač remonte à 1750 et le clocher a été érigé en 1792. L'édifice abrite des fresques réalisées par le peintre Stojan Aralica, qui a vécu et enseigné dans le village.